# Cliff Pennington (hockey sur glace)
Pour les articles homonymes, voir Cliff Pennington.
Cliff Pennington (né le 18 avril 1940 à Winnipeg et mort le 26 mai 2020 à St. Petersburg en Floride) est un joueur professionnel canadien de hockey sur glace,.
Il dispute quatre matchs des Jeux olympiques d'hiver de 1960 avec l'équipe du Canada de hockey sur glace, remportant la médaille d'argent.
Il évolue en Ligue nationale de hockey de 1961 à 1963 avec les Bruins de Boston.
Il meurt le 26 mai 2020 à St. Petersburg en Floride à l'âge de 80 ans.